# Elke Sehmisch
Elke Sehmisch, född 4 maj 1955 i Leipzig, är en före detta östtysk simmare.
Sehmisch blev olympisk silvermedaljör på 4 x 100 meter frisim vid sommarspelen 1972 i München.